# Jung Dong-hyun
Jung Dong-hyun (kor. 정동현; * 1. Juni 1988 in Ganseong) ist ein südkoreanischer Skirennläufer. Er bestreitet fast ausschließlich Rennen in den technischen Disziplinen Slalom und Riesenslalom.

## Biografie
Jung startet seit 2005 im ostasiatischen Far East Cup, wo er auch seine größten Erfolge feierte. Er gewann in dieser Serie bisher 48 Rennen, sechsmal die Slalom-, zweimal die Riesenslalom- sowie zweimal die Kombinationswertung. In den Jahren 2010 bis 2012, 2016, 2019 und 2020 entschied der Koreaner auch die Gesamtwertung des Cups für sich.
2010 war Jung Dong-hyun erstmals Mitglied der koreanischen Olympiamannschaft für die Winterspiele von Vancouver. Sein Olympiadebüt im Slalom verlief jedoch enttäuschend, da er bereits im ersten Durchgang ausschied. Erfolgreicher war er ein Jahr später bei den Winter-Asienspielen. Da Jungs bevorzugten Disziplinen nicht ausgetragen wurden, startete er in Abfahrt, Super-G und in der Super-Kombination. Er wurde Dritter in der Abfahrt und gewann Gold in der Kombination. Bei den Winterspielen von Sotschi schied Jung abermals im Slalom aus, erreichte aber mit Platz 41 im Riesentorlauf sein erstes Olympia-Ergebnis.
An Rennen des Alpinen Skiweltcups nimmt Jung Dong-hyun nur unregelmäßig teil, erstmals startete er im Dezember 2010 in Beaver Creek. Im Dezember 2014 erreichte er beim Slalom von Åre erstmals den zweiten Durchgang und belegte schließlich Rang 25, erhielt aber wegen zu großem Rückstand keine Weltcuppunkte. Am 5. Januar 2017 erreichte er schließlich beim Slalom von Zagreb mit Rang 14 erstmals Weltcuppunkte. Er ist damit der erste Südkoreaner, dem dies gelang.

## Erfolge

### Olympische Winterspiele
- Vancouver 2010: DNF Slalom
- Sotschi 2014: DNF Slalom, 41. Riesenslalom
- Pyeongchang 2018: 9. Mannschaft, 27. Slalom, DNF Riesenslalom
- Peking 2022: 21. Slalom, DNF Riesenslalom

### Weltmeisterschaften
- Vail/Beaver Creek 2015: 25. Slalom, 40. Riesenslalom

### Weltcup
- 1 Platzierung unter den besten 15

### Weltcupwertungen
| Saison  | Gesamt | Gesamt | Slalom | Slalom |
| Saison  | Platz  | Punkte | Platz  | Punkte |
| ------- | ------ | ------ | ------ | ------ |
| 2016/17 | 114.   | 23     | 41.    | 23     |
| 2017/18 | 151    | 4      | 55.    | 4      |
| 2018/19 | 133.   | 11     | 49.    | 11     |
| 2019/20 | 143.   | 10     | 53.    | 10     |

### Winter-Asienspiele
- Almaty 2011: 3. Abfahrt, 1. Super-Kombination
- Sapporo 2017: 1. Slalom, 4. Riesenslalom
- Harbin 2025: 2. Slalom

### Far East Cup
- Gesamtwertung 2010, 2011, 2012, 2016, 2019, 2020
- Slalomwertung 2011, 2012, 2014, 2016, 2020, 2023
- Riesenslalomwertung 2011, 2019, 2023
- Kombinationswertung: 2008, 2013
- 70 Podestplätze, davon 48 Siege

### Far East Cupwertungen
| Saison  | Gesamt | Gesamt | Super-G | Super-G | Riesenslalom | Riesenslalom | Slalom | Slalom | Kombination | Kombination |
| Saison  | Platz  | Punkte | Platz   | Punkte  | Platz        | Punkte       | Platz  | Punkte | Platz       | Punkte      |
| ------- | ------ | ------ | ------- | ------- | ------------ | ------------ | ------ | ------ | ----------- | ----------- |
| 2003/04 | 66     | 13     | 33      | 13      | –            | –            | –      | –      | –           | –           |
| 2004/05 | 22     | 104    | –       | –       | 27           | 35           | 14     | 69     | –           | –           |
| 2005/06 | 5      | 279    | 7       | 50      | 10           | 107          | 3      | 122    | –           | –           |
| 2006/07 | 3      | 540    | 11      | 60      | 3            | 257          | 2      | 223    | –           | –           |
| 2007/08 | 2      | 390    | –       | –       | 4            | 150          | 7      | 140    | 1           | 100         |
| 2008/09 | 3      | 100    | –       | –       | 5            | 132          | –      | –      | –           | –           |
| 2009/10 | 1      | 700    | –       | –       | 2            | 400          | 2      | 300    | –           | –           |
| 2010/11 | 1      | 1080   | 4       | 100     | 1            | 480          | 1      | 400    | 3           | 100         |
| 2011/12 | 1      | 808    | –       | –       | 5            | 308          | 1      | 500    | –           | –           |
| 2012/13 | 4      | 640    | 3       | 180     | –            | –            | 8      | 260    | 1           | 200         |
| 2013/14 | 2      | 830    | 11      | 62      | 6            | 208          | 1      | 560    | –           | –           |
| 2015/16 | 1      | 955    | –       | –       | 10           | 191          | 1      | 764    | –           | –           |
| 2016/17 | 23     | 255    | –       | –       | 69           | 15           | 8      | 240    | –           | –           |
| 2018/19 | 1      | 910    | –       | –       | 1            | 500          | 2      | 410    | –           | –           |
| 2019/20 | 1      | 738    | –       | –       | 2            | 398          | 1      | 340    | –           | –           |
| 2022/23 | 2      | 691    | –       | –       | 5            | 191          | 1      | 500    | –           | –           |

### Nationale Meisterschaften
- sieben Mal südkoreanischer Meister (3 × Slalom, 4 × Riesenslalom)